# 1952年ヘルシンキオリンピックのデンマーク選手団
1952年ヘルシンキオリンピックのデンマーク選手団（1952ねんヘルシンキオリンピックのデンマークせんしゅだん）は、1952年7月19日から8月3日にかけてフィンランドの首都ヘルシンキで開催された1952年ヘルシンキオリンピックのデンマーク選手団、およびその競技結果。

## 概要
今大会は金メダル2個、銀メダル1個、銅メダル3個の合計6個のメダルを獲得した。

## メダル
| メダル | 選手名         | 競技 | 種目         |
| ------ | -------------- | ---- | ------------ |
| 銀     | リズ・ハーテル | 馬術 | 馬場馬術個人 |